# 러시아 보건부

러시아 보건부의 공식 로고

러시아 보건부(러시아어: Минздрав России) 또는 러시아 연방 보건부(러시아어: Министерство здравоохранения Российской Федерации)는 의료 및 공중보건을 담당하는 러시아 연방정부의 구성 부처이며 모스크바 트베르스코이구에 본사를 두고 있다.
러시아 보건부는 의약품, 공공 의료 시스템, 건강 보험, 의료 재활, 위생, 질병 예방 및 의약품 유통을 포함하여 러시아의 건강에 대한 법적 규제 및 국가 정책을 감독한다.
보건부의 전신은 러시아 연방 보건의료산업부(러시아어: Министерство здравоохранения и медицинской промышленности Российской Федерации)이며 2012년 드미트리 메드베데프 총리의 명령으로 러시아 노동사회보장부와 분리되었다. 보건부와 분리된 노동사회보장부가 사회보장 부서를 맡게 되었다.
현재 보건부 장관은 미하일 무라시코이며 2020년 1월 21일부터 장관을 맡고 있다.